# Hạ Tiết
Hạ Tiết (chữ Hán: 夏泄), cũng gọi là Thế, là vị vua thứ 10 của nhà Hạ trong lịch sử Trung Quốc.

## Thân thế
Hạ Tiết là con của Hạ Mang – vua thứ 9 của nhà Hạ.

## Trị vì
Năm 1996 TCN, Hạ Mang mất, Hạ Tiết lên nối ngôi.
Sử ký cho rằng Hạ Tiết chỉ ở ngôi 16 năm, nhưng theo Trúc thư kỉ niên thì ông làm vua 25 năm. Theo sách này, năm thứ 21 trong thời gian cai trị, ông mang quân đi đánh các dân tộc ngoại bang xung quanh như Quyến Di (畎夷), Bạch (白), Xích (夷), Huyền (玄), Phong (风), Dương (阳), đều giành thắng lợi. Các bộ lạc này đều quy phục nhà Hạ.
Sau khi Hạ Tiết mất, con ông là Bất Giáng lên nối ngôi.

### Hạ Tiết qua đời lý do
Hạ Tiết qua đời, vì tuổi tác đã cao, sức khỏe đã yếu dẫn đến chết.